# Alice's Brown Derby
Série Alice Comedies
Alice's Spanish Guitar
(1926) Alice the Lumberjack
(1926)
Pour plus de détails, voir Fiche technique et Distribution.
Alice's Brown Derby est un court métrage d'animation américain muet de la série Alice Comedies sorti en 1926.

## Synopsis
Pete, Julius et Alice font une course de chevaux. Celui de Julius est mécanique tandis que Pete continue de tricher.

## Fiche technique
- Titre original : Alice's Brown Derby
- Série : Alice Comedies
- Réalisation : Walt Disney
- Animation : Ub Iwerks, Rollin Hamilton, Hugh Harman, Rudolf Ising
- Encrage et peinture : Irene Hamilton, Walker Harman
- Photographie : Rudolf Ising
- Production : Margaret J. Winkler
- Société de production : Disney Brothers Studios
- Société de distribution : FBO pour Margaret J. Winkler (1926)
- Budget : 1 094,60 $
- Pays :  États-Unis
- Format d'image : noir et blanc - 35 mm - 1,37:1 - muet
- Genre : animation et prises de vues réelles
- Durée : 8 min 05
- Dates de sortie : 
  - Version muette : 13 décembre 1926[1]
  - Version sonorisée : ?

Source : Walt in Wonderland

## Distribution
- Margie Gay : Alice

## Commentaires
Produit en juillet 1926, le film a été livré le 31 juillet 1926 et présenté en avant-première le 29 juillet 1926 au Bard's Hollywood Theater de Los Angeles. Le copyright a été déposé le 13 décembre 1926 par R-C Pictures Corp. 
Ce film est une nouvelle course entre les trois principaux protagonistes. Il fait suite à Alice Wins the Derby (1925), également une course de chevaux, et Alice's Balloon Race (1926). Une course de voiture sera à nouveau organisée dans Alice's Auto Race (1927) sur un scénario proche de Alice Wins the Derby. 